# Chameleon (Labelle-Album)
Chameleon ist das sechste Album des Amerikanischen Funk/Soul Trios Labelle. Dieses Album war das zweite welches Labelle 1976 unter ihrem Plattenlabel bei Epic Records veröffentlichte. In Patti LaBelles Autobiografie Don't Block The Blessings erklärte sie, dass sie mit LaBelle plante einen Nachfolger zu Chameleon mit dem Titel Shaman zu veröffentlichen, aber das Album wurde nie produziert. Das Trio nahm keine Werke mehr auf, bis 2008 ihr Comeback Back to Now erschien. Chameleon erreichte Platz 94 der Billboard 200 und Platz 21 der R&B-Charts. Zwei Lieder wurden als Singles veröffentlicht und erreichten die Charts. Die erste Single Get You Somebody New erreichte Platz 50 der Billboard Hot 100 und Isn't It A Shame erreichte Platz 18 der R&B-Charts. Isn't It A Shame wurde 2004 vom Rapper Nelly auf seinem Hit My Place feat. Jaheim gesamplet.

## Titelliste
Alle Titel wurden von Nona Hendryx komponiert; außer die mit den Klammern
1. "Get You Somebody New" (6:10)
2. "Come Into My Life" (6:44)
3. "Isn't It a Shame" (Randy Edelman) (7:58)
4. "Who's Watching the Watcher?" (4:15)
5. "Chameleon" (5:15)
6. "Gypsy Moths" (5:00)
7. "A Man in a Trenchcoat (Voodoo)" (7:49)
8. "Going Down Makes Me Shiver" (7:07)